# Ullångers församling
Ullångers församling är en församling i Ådalens kontrakt i Härnösands stift. Församlingen ingår i Kramfors pastorat och ligger i Kramfors kommun i Västernorrlands län, Ångermanland.

## Administrativ historik
Församlingen har medeltida ursprung. 
Församlingen var till 1 maj 1916 annexförsamling i pastoratet Nordingrå och Ullånger som från omkring 1350 till 1836 också omfattade Vibyggerå församling, dock eget pastorat från 1315 till omkring 1350. Från 1 maj 1916 till 1962 utgjorde församlingen ett eget pastorat. Från 1962 till 2018 var församlingen moderförsamling i pastoratet Ullånger och Vibyggerå. Församlingen ingår sedan 2018 i Kramfors pastorat.

## Kyrkoherdar
| 1916– | Ernst Konrad Broman | 1865– |  |

## Kyrkor
- Ullångers kyrka